# Waldkircher Orgelbau Jäger & Brommer
Waldkircher Orgelbau Jäger & Brommer mit Sitz in Waldkirch im Breisgau ist eine deutsche Orgelbauwerkstatt.

## Geschichte
Das Unternehmen wurde 1988 von den Orgelbaumeistern Wolfgang Brommer, dem Sohn des Lehrers und Kunsthistorikers Hermann Brommer, und Heinz Jäger gegründet. Das Unternehmen versteht sich in der Fortsetzung der Tradition des Waldkircher Orgelbaus, der 1799 von Matthias Martin begründet wurde und vom Beginn des 19. Jahrhunderts bis in die 1920er-Jahre Weltruf genoss.
Als Opus 1 bauten Jäger & Brommer eine neue Orgel für die Wallfahrtskirche „Berghauser Kapelle“ bei Ebringen. Weitere Arbeiten im süddeutschen Bereich folgten. Ebenso erfolgten erste Restaurierungsarbeiten an Flötenuhren und mechanischen Musikinstrumenten. Die Qualität der Restaurierungen ist museal anerkannt. Die Waldkircher Orgelbauer sind auch international tätig, ihre Instrumente sind u. a. in Europa, USA, Japan, Korea und in China zu finden.
Jäger & Brommer entwickelte für kleinere Kirchengemeinden bzw. kleinere Räume das ÖK-Orgel-Konzept, ein ökonomisches Baukastensystem in der Art eines Positivs, das ein einmanualiges Grundmodul beinhaltet, sich über die Module Pedalergänzung und Begleitmanual sowie ein Oberwerk-Manual erweitern lässt. Alternativ dazu kann anstelle des II. Manuals ein Spinett oder Digitalpiano eingebaut werden.
Jäger & Brommer sind Mitbegründer der Waldkircher Orgelstiftung sowie des Sulzmann-Archivs, der Dokumentensammlung des Denkmalpflegers und Orgelsachverständigen für Kirchenorgeln des Landesdenkmalamtes Baden-Württemberg Bernd Sulzmann (1940–1999).
2007 wurde die „Meisterwerkstatt für Orgelbau Jäger & Brommer“ als erster Handwerksbetrieb mit dem „Deutschen Außenwirtschaftspreis“ ausgezeichnet. Weitere Auszeichnungen waren 2007 der „Große Preis des Mittelstands“. 2009 wurde der Firma der „Bildungsoscar“ als Anerkennung für herausragende Leistungen im Ausbildungsbereich und für besondere Ausbildungserfolge verliehen. Ebenfalls 2009 wurde der Betrieb als Member of Excellence der German Musicinstruments Certification e. V. ausgezeichnet. 2013 „Handwerksunternehmen des Jahres“.
Seit 1996 ist Jäger & Brommer Herausgeber der Waldkircher Orgel-Zeitung, die zum in dreijährigem Abstand stattfindenden internationalen Waldkircher Orgelfest erscheint.

## Werkliste (Auswahl)
| Jahr      | Ort                                                          | Gebäude                                                         | Bild                       | Manuale | Register | Bemerkungen |
| --------- | ------------------------------------------------------------ | --------------------------------------------------------------- | -------------------------- | ------- | -------- | --- |
| 1988      | Ebringen, Landkreis Breisgau-Hochschwarzwald                 | Berghauser Kapelle                                              | Bild gesucht BW            | I/P     | 7        | → Orgel |
| 1991      | Baden-Baden                                                  | Kloster Lichtenthal                                             |                            | II/P    | 17       | |
| 1992      | Waltershofen (Freiburg im Breisgau)                          | St. Peter und Paul                                              |                            | II/P    | 13       | Restaurierung der August-Merklin-Orgel von 1892 → Orgel                                                          |
| 1992      | Kirchzarten, Landkreis Breisgau-Hochschwarzwald              | Giersbergkapelle von 1737, Marienheiligtum über dem Dreisamtal  | Orgel der Giersbergkapelle | I/P     | 6        | → Orgel |
| 1993      | Zell im Wiesental, Landkreis Lörrach                         | Altkatholische Christuskirche                                   | Bild gesucht BW            | II/P    | 12       | Restaurierung der Walcker-Orgel → Orgel                                                                          |
| 1992–1993 | Oberwolfach, Ortenaukreis                                    | St. Bartholomäus (Oberwolfach)                                  |                            | II/P    | 22       | Restaurierung der Matthias-Burkard-Orgel von 1878/79                                                             |
| 1992–1993 | Topoľčany, Slowakei                                          | Schwesternkloster St. Elisabeth                                 |                            | I/P     | 9        | |
| 1994      | Schollach, Gde. Eisenbach (Hochschwarzwald)                  | Bärenhof-Kapelle                                                |                            |         |          | Restaurierung der selbstspielenden Walzenorgel von Blessing                                                      |
| 1995      | Bocholt                                                      | Dietrich-Bonhoeffer-Haus                                        |                            | II/P    | 12       | |
| 1995      | Emmendingen                                                  | Simultankirche, Zentrum für Psychiatrie                         |                            | II/P    | 13       | Restaurierung der Orgel von Voit & Söhne, 1915                                                                   |
| 1996      | Waldbronn, Landkreis Karlsruhe                               | Evangelisches Gemeindezentrum                                   |                            | I/P     | 10       | |
| 1997      | Gundelfingen, Landkreis Breisgau-Hochschwarzwald             | Evangelische Kirche                                             |                            | II/P    |          | Restaurierung der Philipp-Jakob-Schaefer-Orgel von 1789                                                          |
| 1998      | Freiburg im Breisgau                                         | Domsingschule, Mozartsaal                                       |                            | II/P    | 13       | |
| 1998      | Feldkirch, Gde. Hartheim, Landkreis Breisgau-Hochschwarzwald | St. Martin                                                      |                            | II/P    | 13 + 1   | 1933 von M. Welte & Söhne in historischem Prospekt erbaut, Restaurierung → Orgel                                 |
| 1998      | Karlsruhe-Oberreut                                           | Versöhnungsgemeinde                                             |                            | II/P    | 8        | |
| 1999      | Bischofsheim, Stadt Maintal                                  | Pfarrkirche St. Theresia                                        |                            | II/P    | 20       | |
| 1999      | Mindersdorf, Gde. Hohenfels, Landkreis Konstanz              | Pfarrkirche St. Laurentius und Oswald                           |                            | II/P    | 18       | |
| 2000      | Lützelsachsen, Stadt Weinheim                                | Evangelische Kirche                                             |                            | II/P    | 19       | |
| 2000      | Amberg                                                       | Paulanerkirche                                                  |                            | I       | 5        | Truhenorgel |
| 2000      | Prinzbach, Gde. Biberach (Baden)                             | Pfarrkirche St. Mauritius                                       |                            |         | 14       | |
| 2001      | Bischoffingen, Stadt Vogtsburg im Kaiserstuhl                | St. Laurentius                                                  |                            | II/P    | 16       | → Orgel |
| 2002      | Fürstenberg, Stadt Hüfingen                                  | Pfarrkirche St. Maria                                           |                            | II/P    | 13 + 2   | → Orgel |
| 2002      | Rauenberg                                                    | Gemeindezentrum                                                 |                            | II/P    | 6        | |
| 2002      | Tokio, Japan                                                 | Myougadani Kirisuto Kyoukai – Protestantische Kirche Myougadani |                            | II/P    |          | |
| 2003      | Niedergrenzebach, Stadt Schwalmstadt, Schwalm-Eder-Kreis     | Evangelische Marienkirche                                       |                            | II      |          | Restaurierung der Heinrich-Möller-Orgel                                                                          |
| 2004      | Karlsruhe                                                    | Paul-Gerhard-Gemeinde                                           |                            | II/P    |          | Glasorgel |
| 2004      | Freiburg im Breisgau                                         | St. Nikolaus in Opfingen                                        |                            | II/P    | 22       | → Orgel |
| 2004      | Heidelberg                                                   | Neuapostolische Kirche                                          |                            | II      |          | |
| 2004      | Steinach, Ortenaukreis                                       | Pfarrkirche Hl. Kreuz                                           |                            | II      |          | Restaurierung der Matthias-Burkard-Orgel von 1884                                                                |
| 2005      | Wächtersbach, Main-Kinzig-Kreis                              | Evangelische Kirche                                             |                            | II/P    | 18       | → Orgel |
| 2006      | Halle (Westfalen)                                            | Herz-Jesu-Kirche (Halle)                                        |                            | III/P   |          | |
| 2006      | Bad Säckingen, Landkreis Waldshut                            | Altkatholische Allerheiligenkirche                              |                            |         |          | Restaurierung der Xaver-Mönch-Orgel von 1884 nach Brand                                                          |
| 2006      | Wiesloch, Rhein-Neckar-Kreis                                 | Evangelischer Kirchenbezirk Wiesloch                            |                            | I       |          | Truhenorgel |
| 2006      | Haindorf, Stadt Schmalkalden                                 | Evangelische Gemeindekirche                                     |                            | II/P    |          | Restaurierung der Joh.-Wilhelm-Orgel von 1691/1692                                                               |
| 2006      | Takarazuka, Japan                                            |                                                                 |                            | II/P    |          | |
| 2006      | Nagoya, Japan                                                | Gokiso-Kirche                                                   |                            | II/P    |          | |
| 2006      | Schloss Beuggen, Stadt Rheinfelden (Baden)                   | Haus der Kirchenmusik der Evangelischen Landeskirche in Baden   |                            | II      |          | ÖK-Orgel |
| 2007      | Mannheim                                                     | Neuapostolische Kirche Gartenstadt                              |                            | I       |          | Hochpositiv |
| 2007      | Weil am Rhein-Ötlingen                                       | Galluskirche                                                    |                            | II/P    | 12       | Restaurierung der Merklin-Orgel von 1895 → Orgel                                                                 |
| 2007      | Bad Mergentheim                                              | Neuapostolische Kirche                                          |                            | I       |          | |
| 2007      | Illingen (Württemberg)                                       | Neuapostolische Kirche                                          |                            |         | II       | |
| 2007      | Merdingen, Landkreis Breisgau-Hochschwarzwald                | St. Remigius (Merdingen)                                        |                            | III/P   | 30       | → Orgel |
| 2008      | Wertheim, Main-Tauber-Kreis                                  | Evangelische Kirchengemeinde Wartberg                           |                            | I       |          | ÖK-Orgel |
| 2008      | Seoul, Republik Korea                                        | Hong Sung Church                                                |                            | III/P   |          | |
| 2008      | Daegu, Republik Korea                                        | Keimyung University, Chopin Music Academy                       |                            | III/P   |          | Übungsorgel der Musikakademie                                                                                    |
| 2008      | Kieselbronn, Enzkreis                                        | Evangelische Stephanuskirche                                    |                            | II/P    |          | |
| 2008      | Eigeltingen, Landkreis Konstanz                              | Hofgut Dauenberg, Kapelle                                       |                            | I       |          | |
| 2008      | Tainan, Taiwan                                               | South Gate Presbyterian Church                                  |                            | II/P    |          | |
| 2009      | Bruchsal                                                     | Neuapostolische Kirche                                          |                            | II      |          | |
| 2009      | Tsingtau (Qingdao), Volksrepublik China                      | Kathedrale St. Michael                                          |                            | II/P    |          | Ursprüngliche Orgel in der Kulturrevolution zerstört                                                             |
| 2008      | Seoul, Republik Korea                                        | Hong Sung Church                                                |                            | III/P   |          | |
| 2009      | Saga, Japan                                                  | Megumi Kirche                                                   |                            | II/P    |          | |
| 2009      | Ziegelhausen, Stadt Heidelberg                               | Evangelische Versöhnungskirche                                  |                            | 2/P     |          | |
| 2009–2010 | Heppenheim (Bergstraße)                                      | Pfarrkirche „Erscheinung des Herrn“                             |                            | III/P   |          | |
| 2009–2010 | Freiburg im Breisgau                                         | Augustinermuseum                                                |                            | II/P    | 22       | 1935 von M. Welte & Söhne in barockem Prospekt von 1732/1733 erbaut, Restaurierung nach komplettem Abbau → Orgel |
| 2010      | Tsingtau (Qingdao), Volksrepublik China                      | Evangelische Christuskirche                                     |                            | II/P    | 24       | |
| 2010      | Neuswarts, Stadt Tann (Rhön)                                 | Evangelisch-Lutherische Kirchengemeinde                         |                            |         |          | |
| 2010      | Lörrach-Stetten                                              | Pflegeheim St. Fridolin                                         |                            |         |          | Truhenorgel |
| 2010      | Freiburg im Breisgau                                         | Heilig-Geist-Kirche des Universitätsklinikums Freiburg          |                            | II/P    | 19       | → Orgel |
| 2011–2012 | Tann (Rhön)                                                  | Niklaskirche                                                    |                            |         | 5        | Restaurierung |
| 2011–2012 | Tsingtau (Qingdao), Volksrepublik China                      | Konzerthaus                                                     |                            | IV/P    | 74       | Arbeitsgemeinschaft mit Thomas Jann Orgelbau                                                                     |
| 2012      | Britzingen                                                   | Johanneskirche                                                  |                            | II/P    | 14       | Restaurierung der Steinmeyer-Orgel von 1906 → Orgel                                                              |
| 2012      | Sendai, Japan                                                | Institut St. Dominique (Dominikanische Schule)                  |                            | II/P    | 18       | |
| 2013      | Kudamatsu, Japan                                             | Kirche                                                          |                            | II/P    | 12       | |
| 2013      | Waldkirch-Kollnau, Landkreis Emmendingen                     | Evang. Kirchengemeinde Paul-Gerhardt Kollnau                    |                            | II/P    | 23       | → Orgel |
| 2013      | Sendai, Japan                                                | Katholische Kathedrale (Mototerakoji Church)                    |                            | II/P    | 19       | |
| 2014      | Hörnleberg                                                   | Wallfahrtskirche                                                |                            | I/P     | 8        | → Orgel |
| 2015      | Renchen, Ortenaukreis                                        | Evangelische Stadtkirche                                        |                            | II/P    | 13       | |
| 2015      | Marmoutier, Département Bas-Rhin                             | Point d’Orgue                                                   | Organum XXI                | III/P   | 30       | |
| 2016      | Waldkirch-Kollnau, Landkreis Emmendingen                     | St. Josef                                                       |                            | III/P   | 36       | Erweiterung und Renovierung der Späth-Orgel von 1966 → Orgel                                                     |
| 2017      | Freiburg im Breisgau                                         | Adelhauser Kirche Mariä Verkündigung und St. Katharina          |                            | II/P    | 15       | 1930 von M. Welte & Söhne in barockem Prospekt von 1746 erbaut, Restaurierung → Orgel                            |
| 2019      | Hochmössingen                                                | St. Otmar                                                       |                            | II/P    | 27       | 1943 von M. Welte & Söhne, Restaurierung → Orgel                                                                 |
| 2020      | Stetten am kalten Markt                                      | Evangelische Kirche                                             |                            | II/P    | 11       | 1940 von M. Welte & Söhne, Renovierung → Orgel                                                                   |
| 2021      | Freiburg im Breisgau                                         | St. Michael                                                     |                            | II/P    | 24       | 1936 von M. Welte & Söhne, Restaurierung → Orgel                                                                 |